# Schistorhynx lobata
Schistorhynx lobata là một loài bướm đêm trong họ Erebidae.